# Giralda
Giralda (špansko La Giralda [la xiˈɾalda]) je zvonik seviljske stolnice v Sevilli v Španiji. Zgrajen je bil kot minaret za veliko seviljsko mošejo v Al Andaluzu med vladavino rodbine Almohadov, z zvonikom v renesančnem slogu pa so jo dodali katoličani po izgonu muslimanov s tega območja. Stolnico, vključno z Giraldo, je leta 1987 UNESCO vpisal na seznam svetovne dediščine, skupaj z Alcázarjem in Archivo de Indias. Ostaja eden najpomembnejših simbolov mesta, tako kot že od srednjega veka. Stolp je eden najbolj znanih spomenikov mavrske arhitekture v Španiji in eden najbolj prefinjenih primerov almohadske arhitekture.

## Izvor

### Začetna gradnja
Mošeja je bila zgrajena, da bi nadomestila starejšo mošejo Ibn 'Addabasa, zgrajeno v 9. stoletju pod vladavino Omajadov, saj je kongregacija postala večja, kot je ta skromna mošeja lahko sprejela. Leta 1171 jo je naročil kalif Abu Jakub Jusuf. Za načrtovanje mošeje je bil zadolžen seviljski arhitekt Ahmad Ibn Baso, ki je vodil druge gradbene projekte za kalifa. Gradnjo je upočasnila preusmeritev obstoječe mestne kanalizacije, ki jo je bilo treba premakniti, da bi se prilagodila širokim temeljem stavbe, inženirska ovira, ki je upočasnila napredek za štiri leta.
Že od začetka so bili pri načrtovanju, gradnji in dekoraciji mošeje vključeni obrtniki iz vsega Al Andaluza in Magreba, sam kalif pa je bil zelo vpet v proces in naj bi dnevno obiskoval lokacijo. Do leta 1176 je bila mošeja dokončana, razen minareta; vendar petkova molitev tam ni potekala do leta 1182.

### Gradnja minareta
Po vrnitvi v Al Andaluz leta 1184 za nov vojaški pohod je Aby Jakub Jusuf ukazal gradnjo minareta. Vendar se je gradnja istega leta ustavila s smrtjo arhitekta in mesec in pol pozneje kalifa, ki je umrl med poveljevanjem obleganja Santaréma. Njegov sin, Abu Jusuf Jakub al-Mansur, je ukazal nadaljevanje gradnje minareta po njegovem ustoličenju leta 1184, vendar je delo kmalu zatem znova zastalo in se je začelo šele leta 1188. Ahmad Ibn Baso je začel graditi osnovo stolpa iz rezanega kamna, njegovo delo pa je nadaljeval magrebski berberski arhitekt z imenom 'Ali al-Ghumari, ki je bil odgovoren za gradnjo glavnega telesa minareta iz opeke, dokončal pa ga je sicilijanski arhitekt Abu Layth Al-Siqilli, ki je zgradil majhen sekundarni jašek na vrhu stolpa. Minaret je bil zgrajen z lokalno opeko in recikliranim marmorjem iz starih omajadskih spomenikov. 10. marca 1198 je bil stolp dokončan z dodatkom zaključka (jāmūr) iz štirih žlahtnih kovinskih krogel (zlatih ali bronastih) na vrhu stolpa v spomin na al-Mansurjevo zmago nad Alfonzom VIII. Kastiljskim, ki se je zgodila štiri leta pred leti.

## Struktura in dekoracija

### Mošeja
Pred delnim uničenjem v potresu leta 1356 je bila mošeja po velikosti primerljiva z Veliko mošejo v Cordobi. Njene stene so bile obrnjene proti glavnim smerem z matematično natančnostjo. Imela je pravokoten tloris velikosti približno 113 x 135 metrov. Molitvena dvorana je bila simetrična in zračna, s še vedno obstoječim dvoriščem, Patio de los Naranjos ali »dvoriščem pomarančevcev«. Njena notranjost je imela kupolo nad mihrabom, izrezljano s štukaturo, in več ustreznih rezbarij nad obokanimi vrati. Minbar je bil okrašen v kordobskem slogu, zgrajen iz dragega lesa in okrašen s sandalovino, slonovino, ebenovino, zlatom in srebrom. Glavni severni vhod na dvorišče, današnja Puerta del Perdón, vsebuje bronasta vrata z geometrijskim okrasjem in cvetličnimi trkali. Trenutni trkači so replike originalov, ki so na ogled znotraj stolpa Giralda.

### Minaret
Minaret mošeje še vedno stoji kot Giralda. Osnova na nivoju ulice je kvadrat, velik 13,6 m ob strani in ki stoji na trdnem temelju, ki je nekoliko širši, 15–16 m in globok približno 5 m. Temelji so zgrajeni iz trdnih, pravokotnih kamnov, nekateri so bili vzeti in ponovno uporabljeni iz bližnjih zidov nekdanje abadidske palače in rimskega mestnega obzidja. Stolp je sestavljen iz dveh delov: glavnega jaška in veliko manjšega drugega jaška, ki danes oklepa renesančni zvonik. Glavna gred je visoka 50,51 m, druga gred pa je visoka 14,39 m in ima kvadratno osnovo, ki meri 6,83 m. Stolp vsebuje vrsto 35 klančin, ki se vijejo okoli oboda sedmih obokanih prostorov v jedru stolpa. Te rampe so bile zasnovane dovolj široke in visoke, da so lahko sprejele »tovorne živali, ljudi in skrbnike«, po besedah enega kronista iz tega obdobja.
Okrašena pročelja in okna na stolpu so stopničasto prilagojena klančinam, da bi povečali osvetlitev notranjih prostorov. To zunanjo opečno dekoracijo je v glavnem opravil 'Ali al-Ghumari, ki je opravil tudi popravila mošeje. Dekoracija fasad je razdeljena na tri enake navpične pasove. Srednjo cono zavzemajo okna, ki osvetljujejo notranji prehod rampe. Ta okna se razlikujejo po obliki od enojnih podkvasto ločnih odprtin do dvoločnih odprtin s večlistnimi profili in osrednjim marmornatim stebrom. Običajno so uokvirjeni z okrašenim slepim lokom z marmornimi stebri ob straneh in arabesknimi rezbarijami na spandrelih. Drugi dve navpični coni fasad imata velike plošče z motivi sebka, od katerih vsaka izvira iz slepe arkade večločnih lokov, podprtih z marmornimi stebri. Vrh glavnega stebla krasi še ena slepa arkada, ki tvori vodoravni pas sekajočih se mnogoločnih lokov.[8][10] Marmorni stebri, ki se uporabljajo na teh območjih, imajo kapitele iz spolije iz obdobja Omajadov iz 9. do 10. stoletja v slogu Medina Azahara. Leopoldo Torres Balbás je naštel 92 takšnih kapitelov, ki so bili ponovno uporabljeni v stolpu. Fasade stolpa so vsebovale nekaj mavčnih okraskov, vendar so jih med sodobno obnovo odstranili. Zgornji rob glavnega stebla stolpa je bil prvotno okronan s stopničastimi ali žagasto oblikovanimi cinami, kot je bilo običajno pri drugih sodobnih minaretih v regiji. Majhen sekundarni jašek na vrhu minareta ima tudi sebko in slepi ločni okras, čeprav je to danes vidno le iz notranjosti zvonika.
- Prehod po klančini znotraj stolpa
- Almohadski okras na vzhodni fasadi stolpa
- Almohadsko okrasje na sekundarnem jašku na vrhu stolpa (danes v notranjosti zvonika)
- Kapitel iz obdobja Omajadov (9.–10. stoletje), ponovno uporabljen v enem od oken stolpa
- Pogled z vrha stolpa Giralda proti zahodu
- Pogled skozi okno na polovici stolpa Giralda proti jugu

## Post-Al Andaluz

### Pretvorba v stolnico
Potem ko so Sevillo leta 1248 med rekonkvisto zavzeli kristjani, so mestno mošejo simbolično spremenili v stolnico. To je vključevalo spremembo liturgične orientacije, zapiranje in zasnovo izhodov in obokov ter ustvarjanje več majhnih družinskih kapelic. Nekdanje mošeje ni dobro vzdrževala nobena od skupin, ki so v tem obdobju naseljevale svoje dele stavbe, in večina zapisov iz 13. in zgodnjega 14. stoletja opisuje njeno zanemarjanje, poškodovanje in posledično uničenje, da bi naredili prostor za novo stolnico.
Ta stavba je bila močno poškodovana v potresu leta 1356 in do leta 1433 je mesto začelo graditi sedanjo stolnico. Lokalnega kamna za gradnjo je bilo malo, poleg tega je bilo na tem območju malo usposobljenih kamnosekov, zato so morali les in kamen pošiljati iz čezmorskih držav, in tako kot pri prejšnji inkarnaciji so tudi pri gradnji stolnice sodelovali obrtniki iz vsega imperija, tokrat kar iz Nemčije in na Nizozemske. Gradnja je trajala 73 let in je bila dokončana leta 1506. Danes je stolnica ena največjih cerkva na svetu in primer gotskega in baročnega arhitekturnega sloga.

### Prizidki stolpa
Ko so mošejo spremenili v stolnico, so minaret ponovno uporabili kot zvonik. Njegova struktura je v tem obdobju ostala večinoma enaka. Kovinske krogle, ki so bile prvotno na vrhu stolpa, so padle med potresom leta 1356 in so bile leta 1400 zamenjane s križem in zvonom. Približno v istem času je bila tukaj dodana prva javna udarna ura v Španiji.
V 16. stoletju je Hernán Ruiz mlajši, ki je bil najet za delo pri stolnici, zgradil nov prizidek zvonika v renesančnem slogu na vrhu stolpa, v katerem so danes zvonovi. Novi zvonik je bil zgrajen med letoma 1558 in 1568. S tem je višina stolpa približno 95 ali 96 metrov. Sestavljen je iz več delov ali stopenj. Spodnji del ima kvadratno postavitev z enako širino kot glavna gred stolpa. Sestavljen je iz lanterne podobne strukture s 5 odprtinami na obeh straneh, v katere so obešeni zvonovi. Prostor nad temi odprtinami je poleg osrednjega loka namenjen okulusom. Zgornji rob tega dela je okronan z okrasnimi kamnitimi 'žarami', popularno znanimi kot karambole. Zgornji del je ožji in je sestavljen iz dveh kvadratnih delov, na vrhu katerih sta dva okrogla dela vse manjše velikosti. Črne ploščice so uporabljene poleg kiparskih detajlov za okras po celotnem zvoniku. Na vrhu kvadratnih delov je tudi napis »TURRIS FORTISSIMA NOMEN DNI PROBERBI8«, ki se nanaša na odlomek iz Pregovorov (Prg 18,10): »Gospodovo ime je utrjen stolp«.

#### Giraldillo
Zaključni dotik, ki je bil dodan vrhu zvonika leta 1568, je vrteča se skulptura, znana kot Giraldillo (vremenska loputa), iz katere izhaja ime Giralda. Oblikoval ga je Luis de Vargas, model je naredil Juan Bautista Vásquez el Viejo, nato pa ga je v bron ulil Bartolomé Morel. Skulptura v obliki ženske, ki nosi drog za zastavo, je bila verjetno navdihnjena s podobo Atene Palade, ki jo je prilagodila simbolu krščanske vere. Visoka je 4 metre in široka približno 4 metre ter tehta 1500 kilogramov. Ker je izdelana iz lite bronaste pločevine, je notranjost večinoma prazna, skupaj pa jo drži več navpičnih in vodoravnih prečk. Ti notranji nosilci slonijo na navpični kovinski osi, ki je vstavljena v samo skulpturo približno do prsne višine in ki je spodaj zasidrana na vrhu stolpa. Skulptura se tako vrti okoli te osi kot loputa.
Skulptura Giraldillo je bila sčasoma poškodovana in obrabljena. Popravila so bila v preteklosti težka zaradi teže in težko dostopne lokacije. Med potresom v Lizboni leta 1755 je utrpela škodo, vendar so bila popravila izvedena šele leta 1770, ko so jo popolnoma razstavili in zamenjali njen notranji podporni sistem. V letih 1980 in 1981 je bil ponovno delno popravljena, kar je omogočilo sodobnim učenjakom in znanstvenikom, da so jo prvič neposredno preučevali. Takrat je bilo ugotovljeno, da je skulptura v slabem stanju in jo je treba še obnoviti. Ta proces se je začel leta 1999, ko je bila Giraldillo odstranjena in pripeljana na Andaluzijski inštitut za zgodovinsko dediščino (Instituto Andaluz de Patrimonio Histórico) v obnovo, na njegovo mesto pa je bila postavljena replika. Restavrirana skulptura je bila ponovno nameščena leta 2005 skupaj z instrumenti za spremljanje njenega stanja v prihodnosti.

## Stavbe po navdihu Giralde
Številni stolpi so si skozi zgodovino izposodili zasnovo Giralde. Več cerkvenih stolpov v provinci Sevilla je prav tako podobnih stolpu in jih je morda navdihnila Giralda. Ti stolpi, predvsem tisti v Lebriji in Carmoni, so popularno znani kot Giraldillas.
Številne replike Giralde so bile zgrajene v Združenih državah, večinoma med letoma 1890 in 1937:
- Drugi Madison Square Garden v New Yorku, ki ga je zasnoval Stanford White, zgrajen leta 1890[21]
- Stolp z uro trajektne stavbe v San Franciscu, dokončan leta 1895[22]
- Stolp z uro železniškega skladišča v Minneapolisu, ki ga je uničil veter leta 1941
- Stolp svobode v Miamiju na Floridi, zgrajen leta 1925
- Hotel Biltmore v Coral Gablesu na Floridi, zgrajen leta 1926
- Stavba Wrigley v Chicagu, zgrajena leta 1920
- Terminal Tower v Clevelandu, zgrajen leta 1930
- Stolp z uro v kampusu Río Piedras Univerze v Portoriku, zgrajen leta 1937
- Replika v Country Club Plaza v Kansas Cityju, Missouri, zgrajena leta 1967

Stavba je navdihnila tudi stavbe zunaj ZDA in Španije, kot so:
- Sedem sester Moskve, sedem nebotičnikov iz sovjetskega obdobja v Moskvi, Rusija
- Palača kulture in znanosti, Varšava na Poljskem
- Stolp univerzitetne knjižnice na Ladeuzeplein v Leuvenu v Belgiji